# Camille Schmit
Camille Schmit (* 30. März 1908 in Aubange; † 11. Mai 1976 in Limelette (Province de Luxemburg, Belgien)) war ein belgischer Komponist, Organist und Musikpädagoge.

## Leben und Werk
Camille Schmit studierte von 1929 bis 1936 am Brüsseler Conservatoire. 1940 wurde er Domorganist in Arlon. 1946 wurde er Lehrer für Harmonie und ab 1956 Lehrer für Kontrapunkt und Fuge am Conservatoire von Lüttich. 1966 wurde er Direktor des Brüsseler Konservatoriums.
Camille Schmit schrieb Orchesterwerke wie Sinfonietta Triptyque angevin, Préludes joyeux (1946). Weiterhin schrieb er Musique für Klavier und Orchester (1950), Kammermusik wie ein Bläserquintett und ein Streicherquartett sowie Klavier-, Orgel- und Gesangsstücke.
Camille Schmit war verheiratet mit der belgischen Komponistin Jacqueline Fontyn.